# Stowe (Vermont)
Pour les articles homonymes, voir Stowe.
Stowe est une municipalité (town) et ville américaine de l'État du Vermont, située dans le comté de Lamoille, à 41 km à l'est de Burlington. Lors du recensement de 2020, sa population s'élève à 5 223 habitants.

## Géographie
La municipalité s'étend sur 188,4 km2 autour de la ville éponyme et se niche dans la vallée de la Little River, au pied des monts Mansfield et Spruce Peak. Le centre historique (Stowe Village Historic District) de 62 hectares comprend des monuments anciens et est inscrit au Registre national des lieux historiques depuis 1978.
| Cambridge | Morristown | Elmore    |
| Underhill | Stowe      | Worcester |
| Bolton    | Waterbury  | Middlesex |

## Histoire
Stowe est fondée en 1794 par la famille Oliver Luce dans la vallée où coule la rivière Waterbury (ou Little River, telle qu'elle est actuellement dénommée). En 1796, un moulin à farine est construit sur la chute de la Little. En 1800, la première école est construite sur un terrain cédé par Oliver Luce, s'établit également un groupe de méthodistes. En 1811, la première taverne est ouverte dans le village qui va être transformée en auberge en 1814. La route Stowe-Morrisville est ouverte en 1832, avant qu'un service ferroviaire soit établi en 1849 dans le village voisin de Waterbury. En 1888, commence les activités de l'entreprise Mt-Mansfield Creamery (fabrication du beurre). La coupe du bois et la production laitière sont l'économie naissante de Stowe. Il y a quelques petits ateliers de fabrication comme l'usine Tubbs Snowshoe. En 1863, on construit au pied de la montagne l'hôtel Mont Mansfield qui, sur trois étages peut loger 450 touristes (il sera fermé en 1957, puis démoli). Stowe tient son premier carnaval d'hiver en février 1921. La première station de ski et les premières pistes de ski sont ouvertes en 1933-1934 par le Civilian Conservation Corps. La patrouille nationale de ski basée au mont Mansfield est la plus ancienne des États-Unis. La première montée mécanique est installée en 1937, suivie par un télésiège en 1940. En mars 1938, les championnats nationaux de descente et de slalom se tiennent à Stowe.

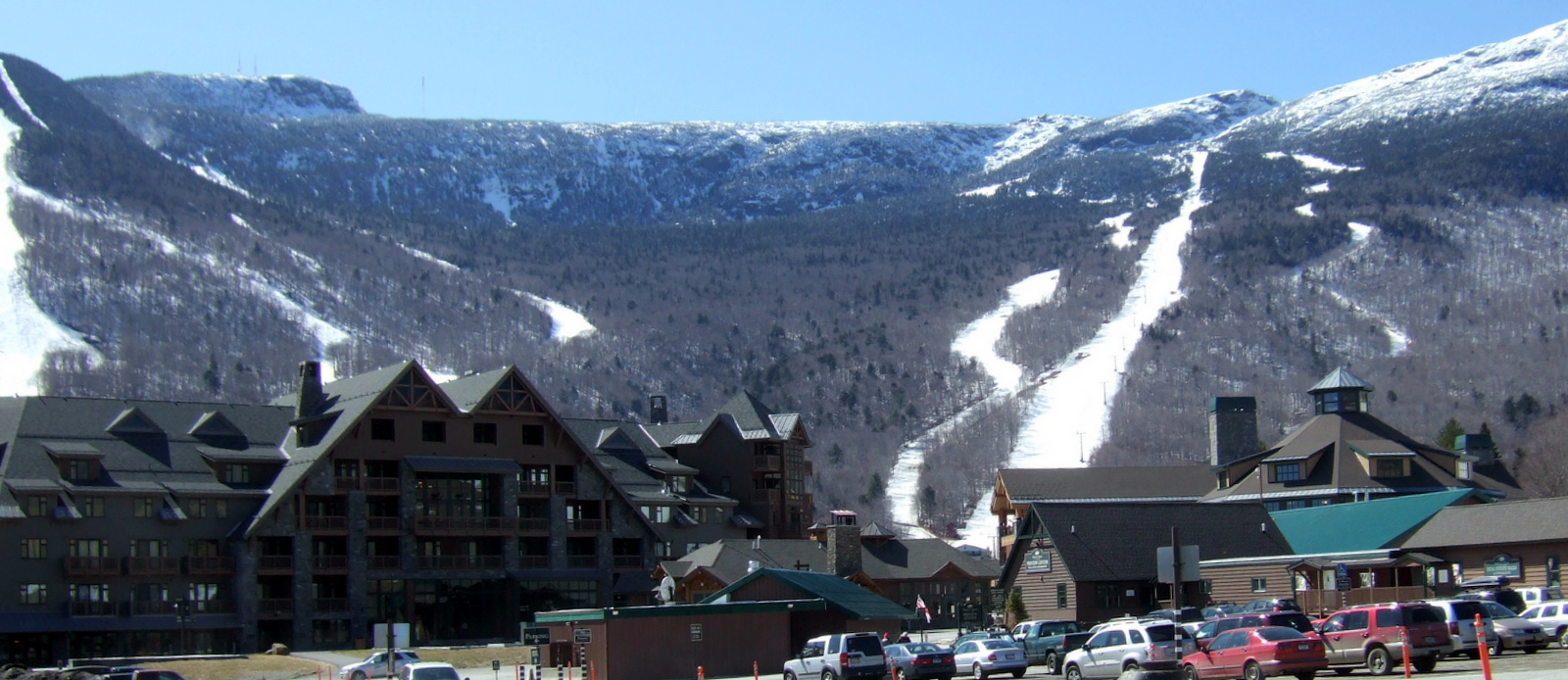
Vue du centre de ski Stowe Mountain Resort.

Les pistes de Spruce Peak sont ouvertes dans le milieu des années 1950, avec la télécabine. Les championnats nationaux se tient en mars 1952 à Stowe. En 1968 c'est l'ajout des pistes du secteur de The Chin. Actuellement très peu d'entreprises industrielles et de fermes agricoles sont encore exploitées à Stowe, elles ont été vendues au profit du développement de la villégiature et des résidences de vacances.

## Politique et administration
La municipalité est administrée par un conseil de cinq membres élus (Selectboard) qui adopte les règlements municipaux, gère les dépenses, approuve le budget général et fixe le taux d'imposition, assure le fonctionnement des services publics des voies de circulation, de l'eau et des égouts, nomme les membres des conseils et commissions, ainsi que le directeur municipal.
Le directeur municipal (Manager) est nommé par le conseil et est responsable de l'administration au quotidien de la municipalité. Il est chargé de recruter et de superviser le personnel, de recommander des budgets au conseil.

## Lieu de villégiature

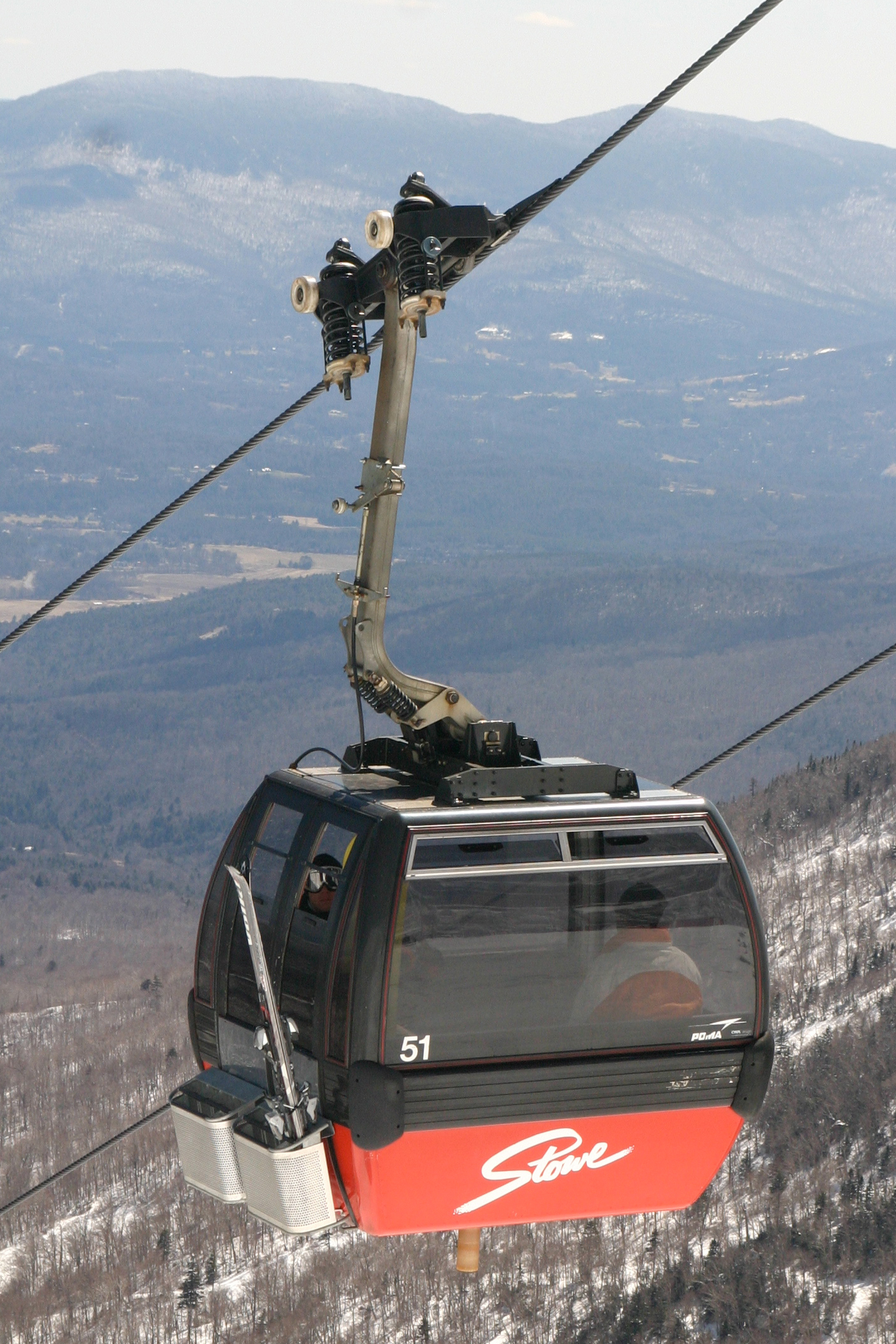
La Télécabine de 8 personnes du Stowe Mountain Resort

Stowe est un lieu connu pour les sports d'hiver. Le grand nombre d’hôtels, d'auberges et de restaurants en témoignent. La proximité des montagnes Vertes et le bon enneigement hivernal sont des atouts pour la station de ski Stowe Mountain Resort. La moyenne annuelle des chutes de neige est d'environ 850 cm. De plus, 4 centres de ski de fond entretiennent plus de 130 kilomètres de pistes travaillées mécaniquement. 80 kilomètres de pistes sauvages non- travaillées  relient Stowe  aux villages voisins de Underhill, Cambridge et Bolton.

## Activités estivales

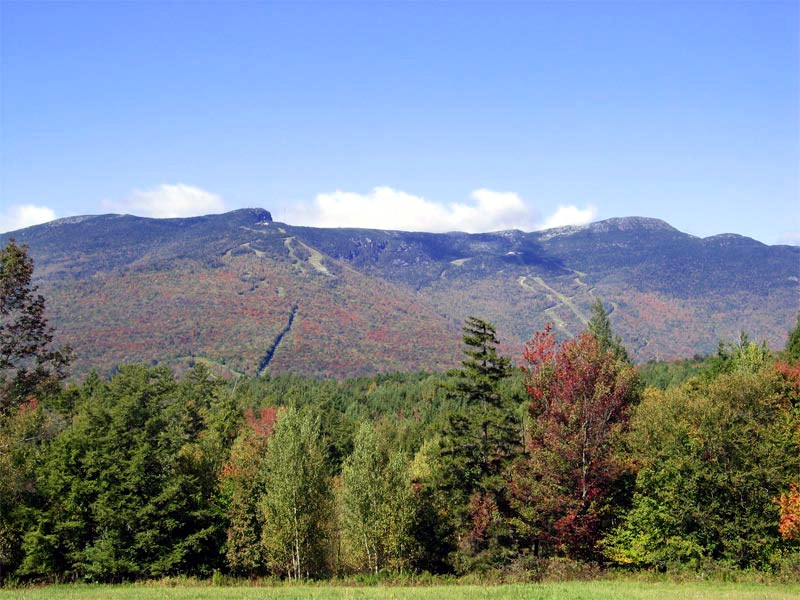
Vue du mont Mansfielfd depuis Stowe en été.

Plusieurs sentiers de randonnée mènent au sommet du mont Mansfield, et la Long Trail traverse les crêtes, sentiers qui sont tous entretenus par le Green Mountain Club. Il y a des activités d'escalade de rochers.
Un festival de théâtre, le Stowe Theater Guild, et un rassemblement de montgolfières ont lieu chaque été

## Résidents notables
- William "Billy" Kidd, skieur et médaillé olympique
- Chip Knight, skieur
- Graham Mink, joueur de hockey professionnel avec les Capitals de Washington dans la Ligue nationale de hockey.
- Joseph Skinger, artisan-joailler.
- Maria von Trapp, la famille von Trapp arrive à Stowe en 1943 et ouvre une auberge. En 1968 Johannes von Trapp crée le célèbre centre de ski de fond adjacent à l'auberge Trapp Family Lodge.
- Fritz Wiessner, pionnier de plusieurs voies d'escalade dans la région

## Sources
- (en) Cet article est partiellement ou en totalité issu de l’article de Wikipédia en anglais intitulé « Stowe, Vermont » (voir la liste des auteurs).
- A Brief History of Stowe, Vermont, Stowe Historical Society, mars 1983.
- A Walking Tour of the Stowe Historic District, Stowe Historical Society, avril 1992.